# Fostul Han La Mielul Alb din Sibiu
Fostul Han La Mielul Alb din Sibiu este un monument istoric aflat pe teritoriul municipiului Sibiu. În Repertoriul Arheologic Național, monumentul apare cu codul 143469.41.

## Galerie

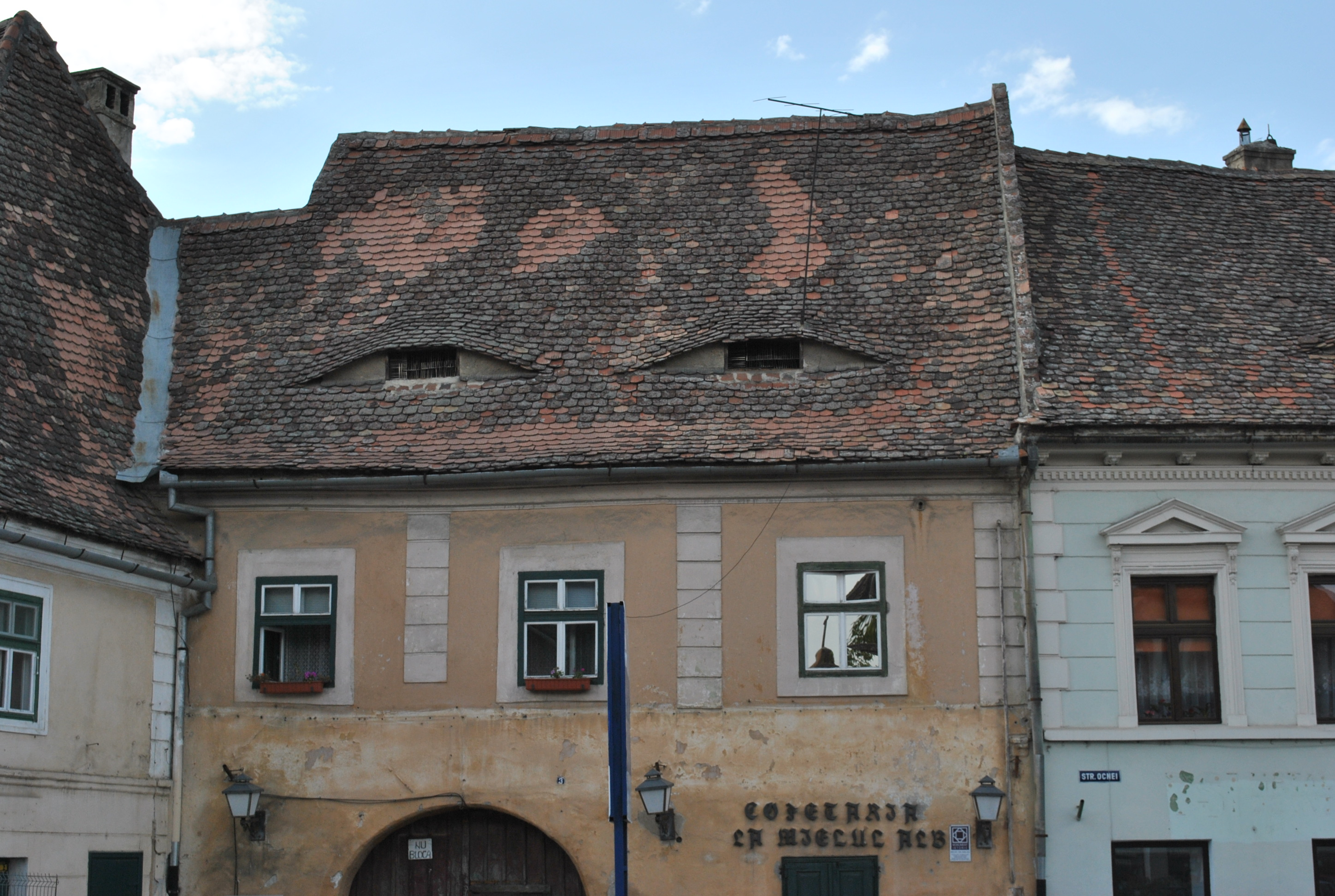
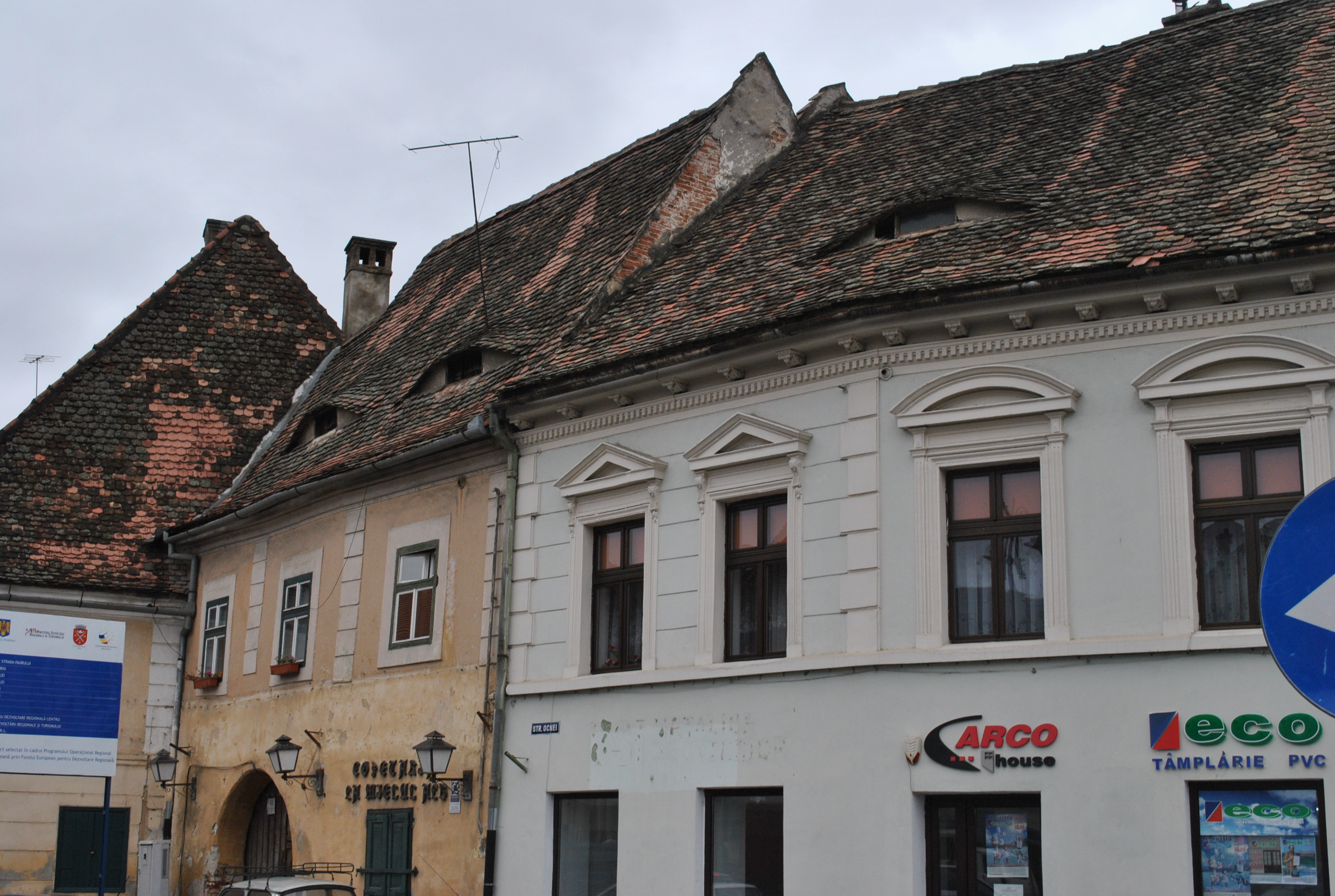
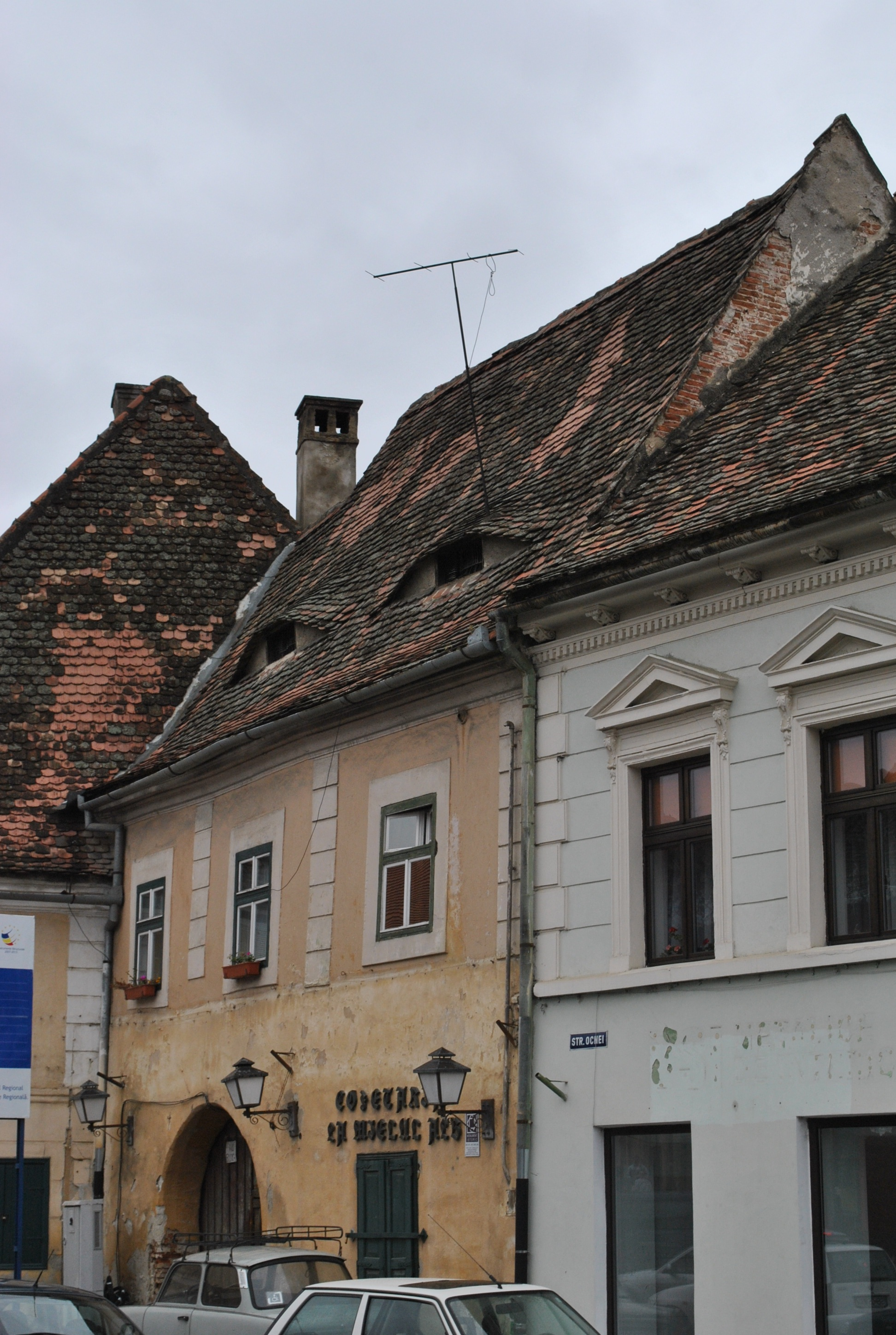
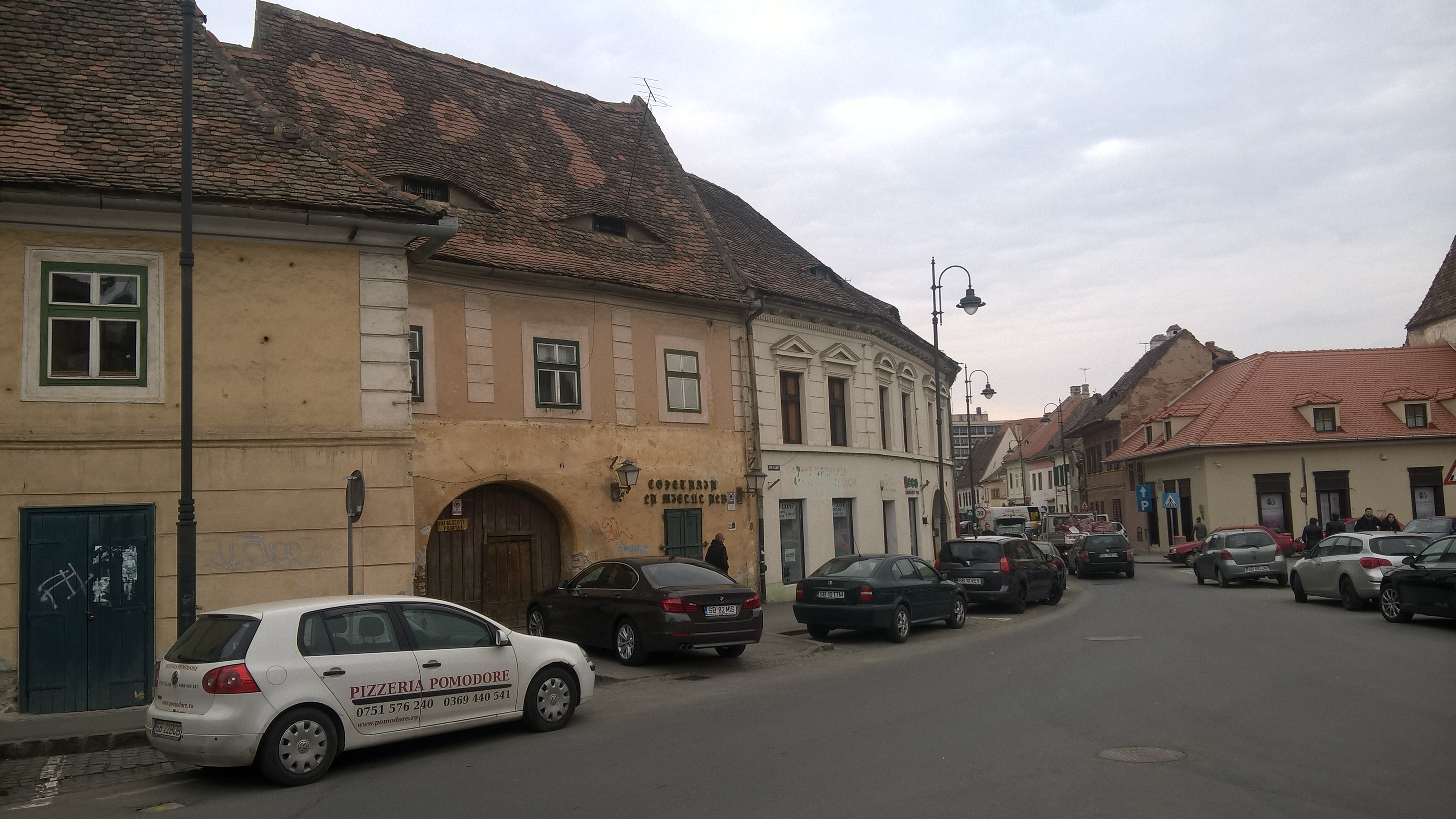